# Jonathan Chaulet
Jonathan Chaulet, né le 19 août 1984, est un joueur de futsal international français.
Jonathan Chaulet fait ses débuts au football à l'US Créteil-Lusitanos au niveau national. En 2008, il privilégie le futsal. L'année suivante, il rejoint le Sporting Club de Paris avec des titres tous les ans lors quatre premières années pour un total de quatre titres nationaux et cinq Coupes de France.
International français à partir de 2007, Chaulet joue durant plusieurs années au sein de l'équipe de France de futsal FIFA.

## Biographie

### Débuts à L'US Créteil
Jonathan Chaulet commence le football à l’US Créteil Lusitanos en équipes de jeunes, en 18 ans nationaux, puis en séniors dans les groupes réserves en PH et CFA2. 
Jonathan se spécialise ensuite dans le futsal, d'abord sous les couleurs de l’US Créteil Futsal. Il remporte ses premiers titres sous le maillot cristolien avec le championnat d'Ile-de-France et deux Coupes du Val de Marne. Ces sacres lui valent ses premières sélections en équipe de France de futsal en 2007. 

### Haut-niveau au Sporting Paris
En 2009, Jonathan rejoint le Sporting Paris lors de la mise en place du championnat de France. Dès sa première saison, il remporte la Coupe de France et marque en finale contre le FC Erdre.
En 2010-2011, l’ancien cristolien remporte la Coupe nationale à Seyssinet-Pariset en l’emportant en finale, pour la deuxième année consécutive, face au Paris Métropole (2-1).
Au fil du temps, il forme un duo reconnu avec Alexandre Teixeira. Sa fragilité physique des premières années laisse place à un joueur de plus en plus fort année après année et qui ne se blesse presque plus. Jonathan se démarque comme un fin tacticien.
En 2013-2014, il remporte son quatrième titre de champion de France consécutif pour le club francilien.
Au début de l'exercice 2015-2016, Jonathan Chaulet est capitaine du Sporting.
Au terme de la saison 2017-2018, Chaulet quitte le Sporting et rejoint le Torcy Futsal en D2 avec Alexandre Teixeira. 
Un an après son départ, Jonathan revient au Sporting pour l'exercice 2019-2020.

### En équipe de France
En 2007, Jonathan Chaulet connaît sa première sélection en équipe de France de futsal. En février, il est le seul joueur de Créteil retenu pour les qualifications de l'Euro 2007 de futsal à Martina Franca contre l'Italie, la Biélorussie et la Turquie.
En mai 2011, Chaulet compte 25 sélections et six buts en bleu.
En  janvier 2015, lors d'un match amical face à la Finlande à Sélestat, Jonathan Chaulet inscrit le dernier but de la rencontre (victoire 5-2).
Finalement, Jonathan Chaulet totalise soixante capes.

## Palmarès
- Ligue des champions
  - Meilleur résultat : tour élite en 2014-2015 (en) avec le Sporting

- Championnat de France (4)
  - Champion : 2011, 2012, 2013 et 2014 avec le Sporting
  - Vice-champion : 2010 avec le Sporting

- Coupe de France (5)
  - Vainqueur : 2010, 2011, 2012, 2013, 2015 avec le Sporting